# Sebastian Langeveld
Sebastian Langeveld (* 17. Januar 1985 in Leiden) ist ein niederländischer Straßenradrennfahrer.

## Sportliche Laufbahn
Bei den UCI-Straßen-Weltmeisterschaften 2003 in Hamilton wurde Langeveld Vierter im Straßenrennen der Junioren. Eine Saison später konnte er eine Etappe beim Fléche du Sud und die U23-Austragung von Paris–Roubaix gewinnen. 2005 gewann er eine Etappe bei der Olympia’s Tour und wurde niederländischer Meister der U23-Klasse.
2006 wurde Sebastian Langeveld Profi bei dem niederländischen Radsportteam Skil-Shimano. Er konnte gleich sein zweites Profirennen, den GP Pino Cerami, für sich entscheiden. In diesem Jahr wurde er bei den niederländischen Cross-Meisterschaften Zweiter der U23-Klasse hinter Lars Boom. Seinen bisher größten Erfolg feierte er 2011 mit dem Gewinn des Halbklassikers Omloop Het Nieuwsblad. 2012 startete er im Straßenrennen der Olympischen Spiele in London und belegte Rang 74. Im Jahr 2014 wurde Langefeld niederländischer Meister im Straßenrennen. 2016 gewann er mit seinem Team von Cannondale-Drapac das Mannschaftszeitfahren der Czech Cycling Tour. Im Jahr darauf belegte er bei Paris–Roubaix Platz drei.

## Erfolge
2004
- Paris–Roubaix (U23)

2005
- Niederländischer Meister – Straßenrennen (U23)

2006
- Grand Prix Pino Cerami

2007
- Gesamtwertung Ster Elektrotoer

2009
- zwei Etappen Sachsen-Tour
- Grote Prijs Jef Scherens

2011
- Omloop Het Nieuwsblad
- Mannschaftszeitfahren Tirreno–Adriatico

2012
- Mannschaftszeitfahren Tirreno–Adriatico
- Mannschaftszeitfahren Eneco Tour
- Weltmeisterschaft – Mannschaftszeitfahren

2014
- Niederländischer Meister – Straßenrennen

2016
- Mannschaftszeitfahren Czech Cycling Tour

## Grand-Tour-Platzierungen
| Grand Tour            | 2007 | 2008 | 2009 | 2010 | 2011 | 2012 | 2013 | 2014 | 2015 | 2016 | 2017 | 2018 | 2019 |
| --------------------- | ---- | ---- | ---- | ---- | ---- | ---- | ---- | ---- | ---- | ---- | ---- | ---- | ---- |
| Giro d’ItaliaGiro     | –    | –    | –    | –    | –    | –    | –    | –    | –    | –    | –    | –    | –    |
| Tour de FranceTour    | –    | 129  | –    | 114  | –    | 150  | –    | 140  | DNF  | DNF  | –    | –    | 155  |
| Vuelta a EspañaVuelta | 111  | –    | –    | –    | –    | –    | –    | –    | –    | –    | –    | 128  | –    |

## Teams
- 2004 Van Vliet-EBH Advocaten
- 2005 Van Vliet-EBH Advocaten
- 2006 Skil-Shimano
- 2007 Rabobank
- 2008 Rabobank
- 2009 Rabobank
- 2010 Rabobank
- 2011 Rabobank
- 2012 Orica GreenEdge
- 2013 Orica GreenEdge
- 2014 Garmin Sharp
- 2015 Team Cannondale-Garmin
- 2016 Cannondale-Drapac Pro Cycling Team
- 2017 Cannondale Drapac Professional Cycling Team
- 2018 EF Education First-Drapac powered by Cannondale
- 2019 EF Education First
- 2020 EF Pro Cycling